# Кристиан I фон Бух
Кристиан I фон Бух, също Кристиан фон Майнц (на немски: Christian I von Buch; Christian von Mainz), е два пъти архиепископ на Майнц (1160 – 1161 и 1165 – 1183) и ерцканцлер на Свещената Римска империя от 1165 до смъртта си 1183 г. Той служи на император Фридрих I Барбароса като дипломат в Италия.

## Живот
Кристиан I произлиза от благородническите графски родове фон Бух и фон Байхлинген в Тюрингия. Ландграфът на Тюрингия Лудвиг II му помага да стане катедрален пропст на Мерзебург и в Майнц.
През 1160 г. жителите на Майнц убиват техния архиепископ Арнолд фон Зеленхофен и избират Рудолф фон Церинген. Към края на октомври 1160 г. Кристиан фон Бух е избран от клериците във Франкфурт за новия архиепископ. Но император Фридрих I Барбароса не одобрява двамата кандидати и нарежда свалянето на архиепископите чрез папа Виктор IV Октавиан. На 20 юни 1161 г. е поставен Конрад I фон Вителсбах.
Кристиан придружава Фридрих Барбароса през 1163 г. в неговия трети поход в Италия. През септември 1165 г. Барбароса издига в отсъствие Кристиан фон Бух за новия архиепископ на Майнц. В империята това веднага е прието, освен от папа Александър III.
През 1167 г. Кристиан участва в четвъртия поход в Италия, при който императорът насила иска да постави Паскалий III за папа в Рим. На 4 март 1167 г. Кристиан е помазан за свещеник и един ден след това за епископ.
При Тускулум Кристиан I заедно с архиепископа на Кьолн Райналд фон Дасел побеждава папската войска на 29 май 1167 г. унищожително. След това те обсаждат Рим.
Кристиан I е преди всичко имперски политик. През 18-годишната си служба той е само два пъти за малко в своето архиепископство, първо през края на 1167 г. Кристиан I преговаря между императора и Хайнрих Лъв и през 1168 г. в Руан между английския и френския крал. Освен това той е заради схизмата и в Гърция.
Като талантлив военен командир той води битки против императорската опозиция в Горна Италия. Папа Александър III го признава. През 1183 г., по молба на папа Луций III, освобождава обсадения град Тускулум. Там той умира на 23 август 1183 г. от блатна температура и е погребан. Папата нарежда едномесечен траур за умрелия. След като научава за смъртта му Конрад I фон Вителсбах отново претендира за архиепископството Майнц.